# AWACS

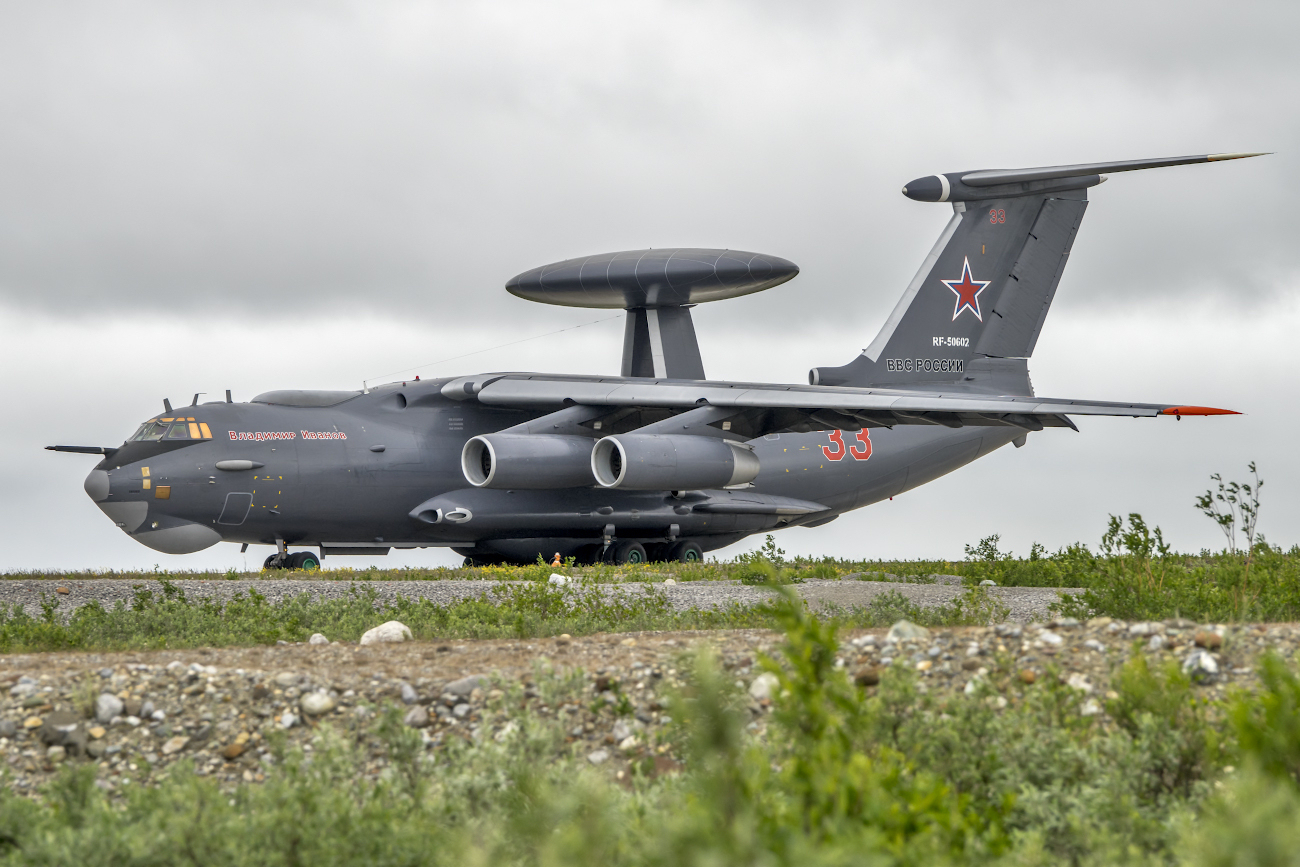
Beriev A-50

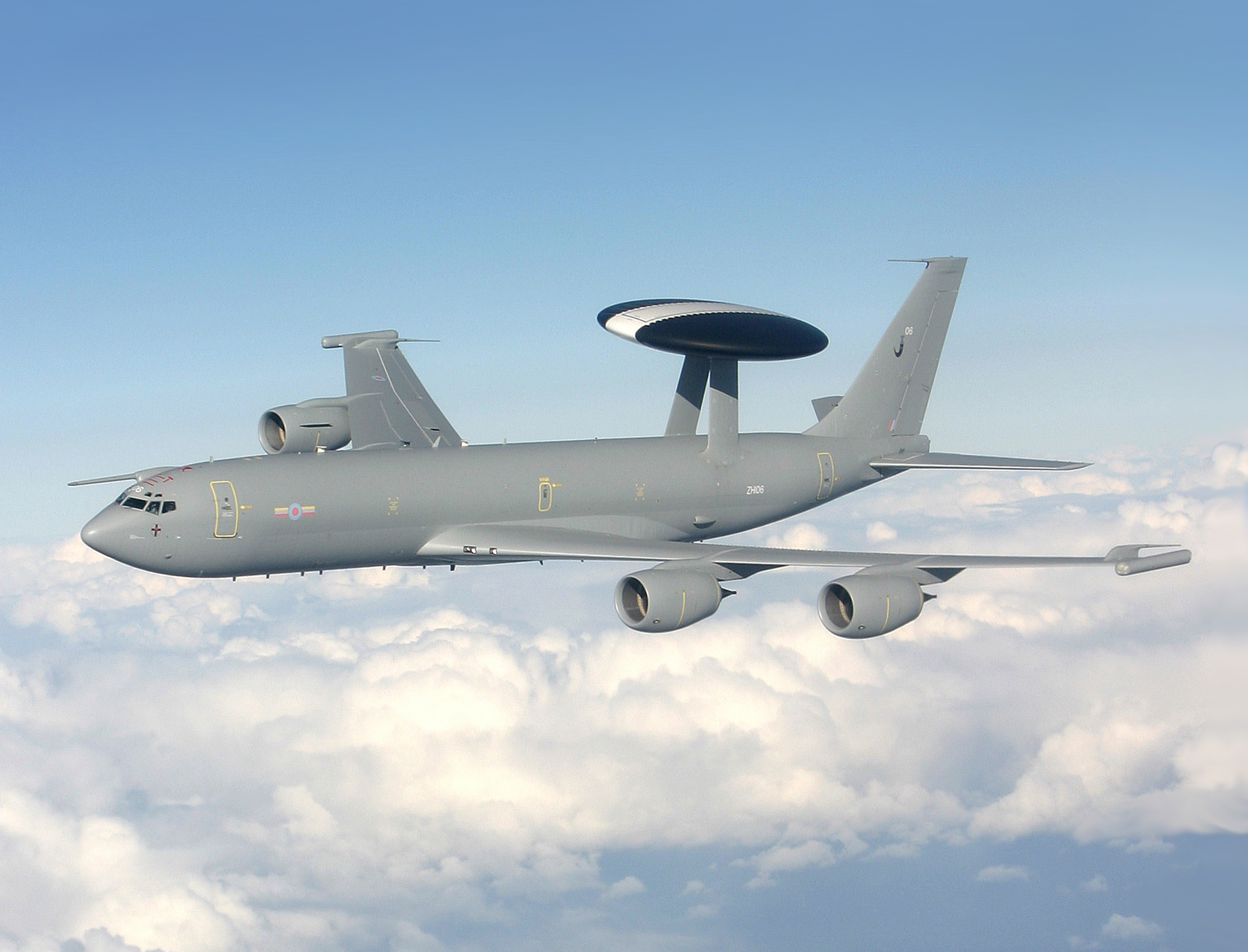
Boeing E-3D Sentry

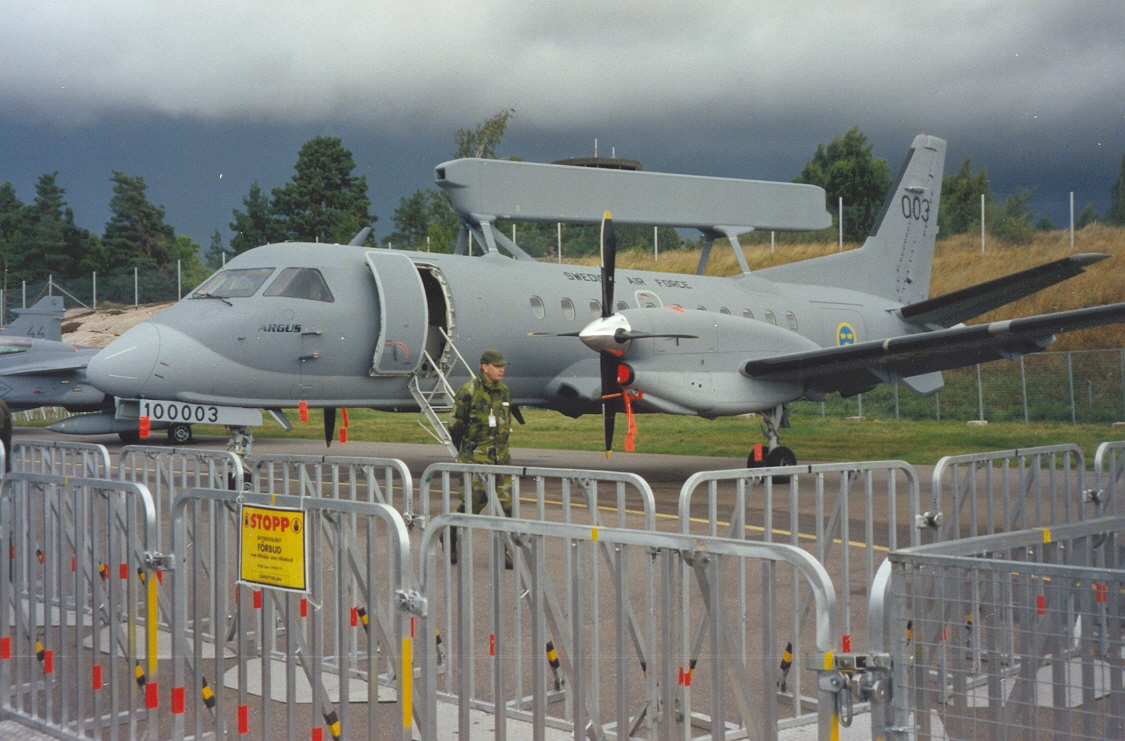
Saab 340 AEW & C

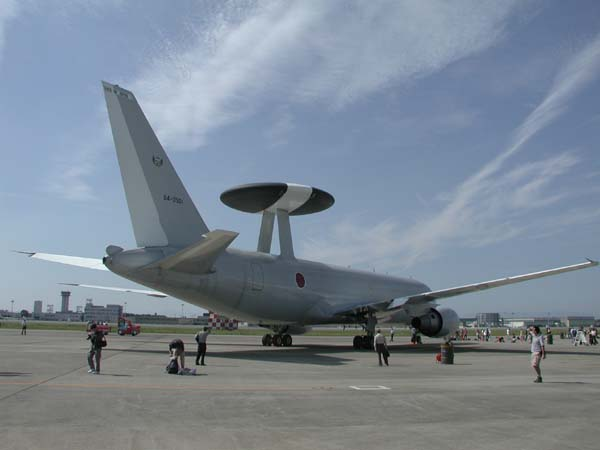
E-767 AWACS (Japan)

AWACS står för Luftburen varnings- och kontrollsystem (engelska: Airborne warning and control system) och är ett stridslednings- och luftbevakningssystem, som är inrymt i ett flygplan.
Det mest kända AWACS-systemet är amerikanska Boeing E-3 Sentry, som har en komplett radarstation med en stor cirkelformad radardom på ovansidan av flygkroppen, stridsledningssystem och -personal i kabinen, och komplext radiosystem för överföring av både tal och data. Radarsystemet har en räckvidd på 32 mil (eng 200 miles), för markmål och lågt flygande flygmål, och ännu större räckvidd för mål på högre höjd.
Beriev A-50 är Rysslands motsvarighet till Boeing E-3 Sentry.
AWACS-systemet finns i olika versioner i amerikanska, ryska, brittiska, franska, saudiarabiska, egyptiska, indiska och japanska flygvapnet.
I Sverige används ett elektronisk system tillverkat av Ericsson, Erieye, med en radarstation monterad på ett SAAB 340-flygplan. Det svenska systemet kallas för "luftburen tidig varning" (engelska: Airborne Early Warning).
Det svenska systemet är alltså inte ett stridsledningssystem utan endast en flygande radarstation. Radarantennen, PS-890, är monterad på flygplanryggen och radarstrålen styrs elektroniskt, det vill säga det finns inga rörliga delar i radarn. Med omfattande datorbehandling av radarekon kan olika informationer utläsas av både mark- och flygekon. Informationerna sänds till det markbundna stridsledningssystemet (svSTRIL) som en av systemets informationskällor eller direkt till ett kombinerat jakt, attack och spaningsplan (t.ex. JAS 39 Gripen).
Räckvidden hos det svenska AEW-planet är av samma storleksordning som för AWACS.

## AEW, Airborne Early Warning

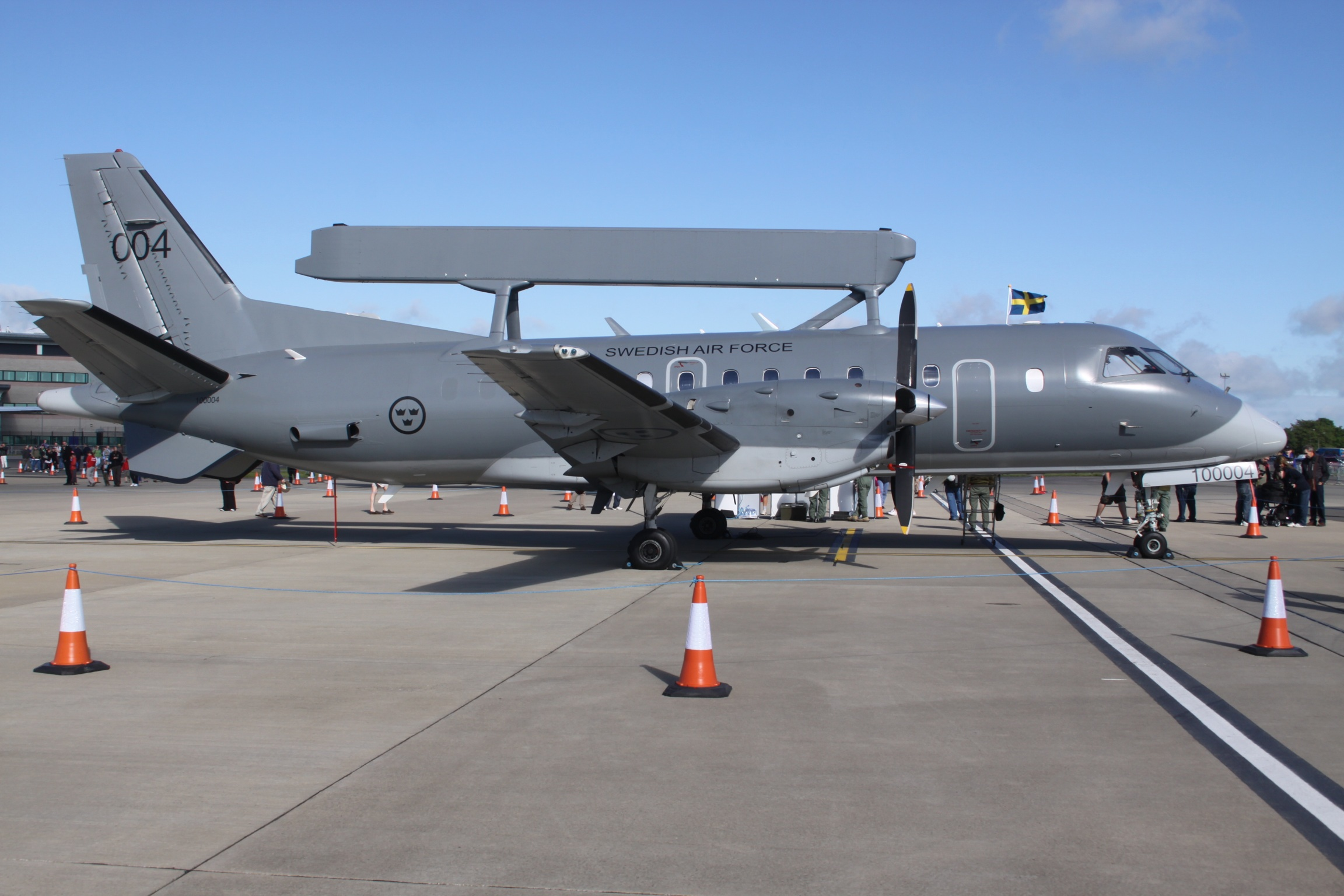
Saab 340 AEW&C-plan (Svenska flygvapnet)

AEW, Airborne Early Warning är en typ av flygburen spaningsradar. För en typ av mer utvecklade AEW-system används ibland beteckningen AEW&C - Airborne Early Warning and Control.